# Sergej Waßmiller
Sergej Waßmiller (* 1. Oktober 1970 in Nischnekamsk, Sowjetunion) ist ein ehemaliger deutsch-russischer Eishockeyspieler und heutiger -trainer. Zuletzt war er bis Dezember 2023 Cheftrainer der Selber Wölfe.

## Spielerlaufbahn
Sergej Waßmiller begann seine Spielerkarriere 1999 beim ERV Schweinfurt in der Eishockey-Regionalliga, der heutigen Eishockey-Bayernliga. Mit dem Verein stieg er in der Saison 2002/2003 in die Oberliga Süd. Nach der Insolvenz des Vereins 2005 blieb er dem Verein treu und begann mit dem Wiederaufstieg aus der Landesliga, welcher in nur einem Jahr geschafft wurde. 2009 wechselte er zu den Selber Wölfen, mit welchen er erneut 2010 in die Oberliga Süd aufstieg. Beim ESC Haßfurt in der Landesliga sowie beim EHC Bayreuth beendete er seine aktive Spielerkarriere in der Bayernliga. 

## Trainerlaufbahn
Zur Saison 2011/2012 begann Waßmiller seine Trainerkarriere beim ESC Haßfurt, ehe er noch im selben Jahr nach Bayreuth wechselte, wo er Knut Pleger ablöste. Mit dem Verein gelang ihm nach nur einer Saison 2013/2014 der Aufstieg in die Oberliga Süd und 2015/2016 der Aufstieg in die DEL2. Während der Saison 2018/19, im Oktober 2018, wechselte er zum Oberligisten ECDC Memmingen. Nach vier Jahren beim ECDC wechselte er zur Saison 2022/23 zum DEL2-Klub VER Selb, bei dem er bereits als Spieler aktiv war. Im Dezember 2023 trennten sich beide Parteien.